# Teinobasis sjupp
Teinobasis sjupp là loài chuồn chuồn trong họ Coenagrionidae. Loài này được Kalkman mô tả khoa học đầu tiên năm 2008.